# Schizopyrenida
Schizopyrenida es un grupo de protistas del filo Percolozoa que durante su ciclo de vida alternan entre etapas ameboides, flagelados y quistes. La familia Vahlkampfiidae, contiene a la mayoría de los géneros y se define por la presencia de una etapa ameba con locomoción por lobopodios eruptivos y la persistencia del nucleolo durante la mitosis. Contiene al género Naegleria, que es patogénica para los seres humanos, a menudo fatal. En contraste con la anterior, la familia Gruberellidae se caracteriza por la desintegración del nucleolo durante la mitosis.